# Blessthefall
Blessthefall est un groupe américain de screamo et de metalcore, originaire de Phoenix, dans l'Arizona. En actuel contrat avec Fearless Records, le groupe est fondé en 2003 par le guitariste Mike Frisby, le batteur Matt Traynor, et le bassiste Jared Warth. Son premier album, His Last Walk, avec l'ancien chanteur Craig Mabbitt, est commercialisé le 10 avril 2007. Son second album studio, Witness, avec l'actuel chanteur Beau Bokan, est commercialisé le 6 octobre 2009. Son troisième album studio, Awakening, est commercialisé le 4 octobre 2011. Son quatrième album, Hollow Bodies, est commercialisé le 20 août 2013. Son cinquième album, To Those Left Behind, est commercialisé le 18 septembre 2015. Son sixième album, Hard Feelings, est commercialisé le 23 mars 2018.

## Biographie

### Fondation etHis Last Walk(2003–2007)
Blessthefall se constitue à l'origine des guitaristes Mike Frisby et Miles Bergsma, du batteur Matt Traynor, du bassiste et chanteur Jared Warth, et plus tard, du chanteur Craig Mabbitt. Tandis que le membre Miles Bergsma quitte le groupe pour ses études au Berklee College of Music de Boston, les autres membres composent un EP en mi-2005 et engagent le guitariste Eric Lambert pour former leur solide line-up. Des concerts dans la région de Phoenix (Arizona) aux côtés de Greeley Estates et une orientation religieuse popularisent le groupe, et un contrat est signé avec le label Science Records. Le groupe embarque ensuite dans une tournée avec Alesana et Norma Jean à travers les États-Unis et le Canada. Le premier album du groupe, His Last Walk, est commercialisé le 17 avril 2007, et accueilli d'une manière mitigée,,. His Last Walk atteint la 32e place au classement Billboard Heatseekers. Il se vend à plus de 65 000 exemplaires, et ses singles à plus de 100 000.
Blessthefall part en tournée aux côtés de Escape the Fate, LoveHateHero, Before Their Eyes, et Dance Gavin Dance au Black On Black de septembre à octobre 2007. Il participe également au Underground Operations Tour And Loathing Tour 2007, aux côtés de Protest the Hero, All That Remains, Threat Signal et The Holly Springs Disaster, ainsi qu'à la tournée From First to Last, qui se déroule dès le 1er novembre aux côtés de A Skylit Drive et Vanna. Le groupe a également participé au Warped Tour 2007.

### Départ de Mabbitt et arrivée de Bokan (2008–2009)
Durant leur première tournée européenne (avec Silverstein) fin 2007, Craig Mabbitt quitte le groupe dès leur arrivée au Royaume-Uni pour passer plus de temps avec sa fille. Pour le reste de la tournée, Jared Warth chante tout en jouant de la basse. Lorsque Mabbitt décide de revenir à Blessthefall, les autres membres refusent et continuent sans lui. Le 15 décembre 2007, Blessthefall poste un message sur leur page MySpace qui annonce sa séparation avec Mabbitt, tandis que Mabbitt, de son côté, poste un message sur son profil MySpace expliquant sa détermination de revenir jouer au sein du groupe. Malgré son départ, Mabitt reste en bons termes avec Blessthefall et Beau Bokan. Craig Mabbitt explique, durant le jour où ils ont achevé l'enregistrement du titre This War Is Ours avec Escape the Fate, avoir reçu un coup de fil du management de Blessthefall lui demandant son retour, mais il a refusé. Peu après cet événement, le 26 septembre 2008, le groupe annonce son nouveau chanteur, Beau Bokan, ancien chanteur du groupe Take the Crown,.

### Witness(2009–2010)
En mai 2009, après leur tournée avec Silverstein, Norma Jean et Before Their Eyes, le groupe repart en studio pour y enregistrer son second album studio, Witness. Le 13 mai, le groupe signe avec Fearless Records, et travaille son nouvel album aux côtés du producteur Michael Baskette,. Le 3 juin 2009, le groupe annonce via MySpace l'achèvement de son nouvel album qui devrait être commercialisé dès le début de l'automne. Ils participent entretemps dans une tournée avec August Burns Red et Enter Shikari. En juillet 2009, Blessthefall diffuse une piste sur MySpace intitulée God Wears Gucci, mise en ligne sur iTunes le 11 août 2009. En septembre 2009, le groupe diffuse un nouveau titre, What's Left of Me. Witness est commercialisé le 9 octobre 2009. À la suite de la commercialisation de Witness, le groupe participe au Atticus Fall Tour avec Finch, Drop Dead, Gorgeous, et Vanna du 10 octobre au 19 novembre 2009. D'autres groupes comme Of Mice & Men et Let’s Get It y ont également participé.
En juin 2010, Blessthefall participe à une tournée en Nouvelle-Zélande aux côtés de Saosin, et en Australie aux côtés de Story of the Year et Saosin. Blessthefall joue à travers les villes d'Auckland, de Sydney, Melbourne, Brisbane et Adélaïde. En avril 2010, participe à l'album Punk Goes Classic Rock, avec une reprise du titre Dream On d'Aerosmith. Leur chanson, To Hell and Back, présenté sur l'album Witness, est l'une des pistes musicales du jeu vidéo Tom Clancy's Splinter Cell: Conviction de la société Ubisoft. La bande-annonce est diffusée le 9 avril 2010.

### Awakening(2011–2012)
Le 15 février 2011, le groupe annonce le départ de Mike Frisby du groupe. Elliott Gruenberg, ancien membre de Legacy, est placé à la guitare. Bokan confirme que Blessthefall ne participera pas au Warped Tour 2011, mais qu'il se focalisera plutôt sur l'enregistrement de son troisième album studio, qui a débuté à Orlando (Floride) le 17 mai 2011. Michael « Elvis » Baskette, producteur des précédents album, participe une fois de plus à ce troisième opus,. Le groupe espérait voir participer les chanteurs Ronnie Radke de Falling in Reverse, et Tim Lambesis du groupe As I Lay Dying, mais confirment qu'il n'y aura finalement aucune de ces apparitions.
Blessthefall rejoint Emmure, Alesana, Motionless in White et d'autres groupes au All Stars Tour. Le groupe participe au Fearless Friends aux côtés de The Word Alive, Motionless in White, Tonight Alive, et Chunk! No, Captain Chunk!. Blessthefall diffuse son premier vidéoclip, Promised Ones", le 11 novembre 2011 avec en intro le titre Awakening. Selon une entrevue vidéo avec Lambert et Bokan, Blessthefall prévoit l'enregistrement d'un EP avec Tim Lambesis du groupe As I Lay Dying. Plus tard, Matt Traynor confirme qu'il n'en est rien.

### Hollow Bodies(depuis 2012)
Le 4 octobre 2012, le groupe confirme l'écriture du quatrième album. L'enregistrement démarre le 19 avril 2013, et s'achève le 21 mai 2013. Hollow Bodies est par la suite commercialisé le 20 août 2013, et atteint la quinzième place du Billboard avec 21 888 exemplaires vendus à sa première semaine. L'album entier est présenté sur le site de Billboard une semaine avant sa commercialisation officielle. Joey Sturgis a produit l'album,. Trois autres singles ont été commercialisés dont : You Wear a Crown, But You're No King, Déjà Vu,, et See You On the Outside. En 2013, le groupe participe au Vans Warped Tour 2013, aux côtés de Motion City Soundtrack, Big D and the Kids Table, Five Knives, Echosmith et Goldhouse.
Le 11 juin 2015, le groupe annonce son cinquième album, To Those Left Behind, pour le 18 septembre. Avant sa sortie, ils dévoilent les singles Up in Flames et Walk on Water respectivement le 14 juillet et le 7 aout. 
Le 26 janvier 2018, ils annoncent leur signature avec le label Rise Records. Leur sixième album, Hard Feelings, sort avec ce label le 23 mars 2018. Le 17 aout, le batteur Matt Traynor annonce son départ du groupe.

## Influences
Le style du groupe est souvent décrit comme du metalcore,, du screamo,,, du metal chrétien, ou du post-hardcore,. Le groupe a été influencé par d'autres comme Underoath, As I Lay Dying, Silverstein, The Get-Up Kids (en), Aerosmith et Linkin Park, ainsi que par la musique heavy metal,.

## Membres

### Membres actuels
- Beau Bokan – chant (depuis 2008), clavier, piano (depuis 2008), screaming (depuis 2013)
- Eric Lambert – guitare solo (depuis 2005), screaming (2007–2008) ; guitare rythmique (2003–2005)
- Jared Warth – basse (2003-2007, depuis 2008), screaming (depuis 2003) ; clavier, programmation (2003–2007) ; chant (2003)
- Elliott Gruenberg – guitare rythmique, chœurs (depuis 2011)

### Anciens membres
- Miles Bergsma – guitare solo (2003–2005)
- Craig Mabbitt – chant (2003–2007)[54].
- Mike Frisby – guitare rythmique (2003–2011)
- Andrew Barr – screaming, clavier (2004–2005)
- Matt Traynor – batterie, percussions (2003-2018)

## Vidéographie
| Date | Titre                                 | Réalisateur   | Album                 |
| ---- | ------------------------------------- | ------------- | --------------------- |
| 2005 | Black Rose Dying                      | Brittany Bush | Black Rose Dying (EP) |
| 2007 | Higinia                               |               | His Last Walk         |
| 2007 | Guys Like You Make Us Look Bad        |               | His Last Walk         |
| 2008 | Rise Up                               |               | His Last Walk         |
| 2009 | What's Left of Me                     |               | Witness               |
| 2010 | To Hell And Back                      |               | Witness               |
| 2010 | Hey Baby, Here's That Song You Wanted |               | Witness               |
| 2011 | Promised Ones                         |               | Awakening             |
| 2012 | 40 Days...                            |               | Awakening             |
| 2013 | You Wear a Crown But You're No King   |               | Hollow Bodies         |